# Stadtbefestigung Dudeldorf
Die alten Stadtmauern sind eine Denkmalzone von Dudeldorf, einer Ortsgemeinde im Eifelkreis Bitburg-Prüm (Rheinland-Pfalz). In der heutigen Lage sind das Obertor, die Friedhofsmauer und das Untertor noch vorhanden. Der größte Teil der Stadtbefestigung ist verschwunden.

## Geschichte

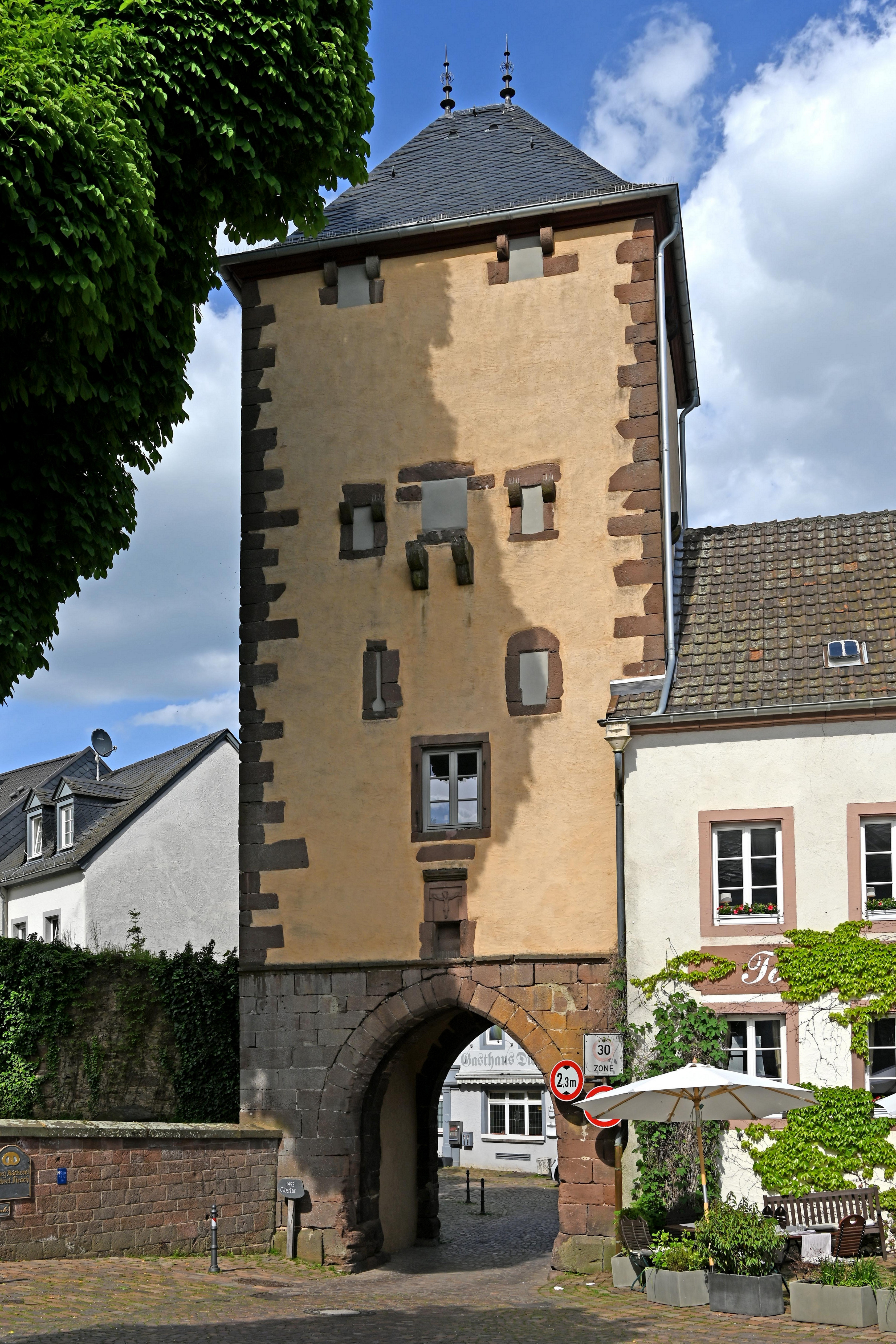
Obertor

Die nach 1345 errichtete Stadtmauer ist größtenteils verschwunden, ist aber in ihrer ursprünglichen von einem Wassergraben begleiteten Verlauf gut nachvollziehbar. Zugang zum Ort gewährten das Obertor im Westen, das Untertor im Osten und das Burgtor (Burg Dudeldorf). Nördlich des Obertors blieb die Ummauerung als Friedhofsmauer (heute Bürgerpark) erhalten. Anschließend umfasste im Zusammenhang mit dem Neubau der Burg 1734 zu sehenden Erweiterung das Burgareal, das im Norden von keinem Graben gesichert wird und deswegen die Gartenmauer mit ihr zusammenfällt. Von dort lief die Stadtbefestigung, außen von einem Mühlgraben begleitet, südöstlich den Hang hinab, wo sie von einem kleinen Einlass zur nördlich durch eine Mauerzunge gesicherte Mühle unterbrochen und von einem halbrunden Turm gedeckt wurde, zum Untertor. Im Süden von Dudeldorf blieben keine Mauerreste erhalten. Die Befestigung verlief hier entlang der nach ihr benannten Straße Langmauer bis zum Obertor. Reste des Wassergraben wurden in den 1960er Jahren beseitigt.
Vom Spätsommer 2014 bis Mai 2015 wurden beide Stadttore ortsbildprägend und historisch restauriert.

### Obertor

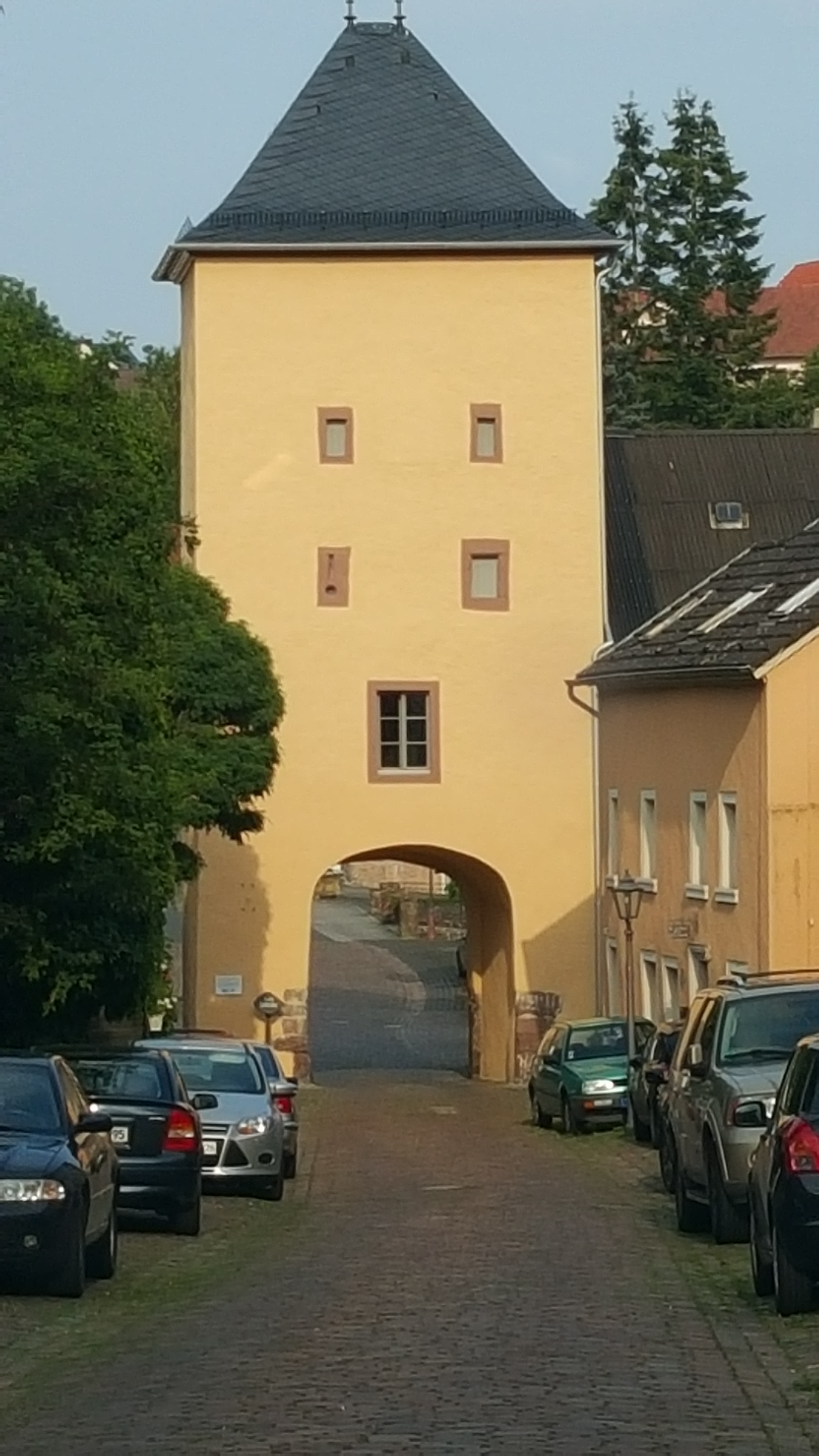
Untertor

Der viergeschossige Torturm des Obertors steht am westlichen Ende der Hauptstraße und gehört heute zu dem südlich angrenzenden Wohnhaus. Ein großer Teil die für den Wehrturm charakteristischen Baudetails sind erhalten. Da Erdgeschoss ist an der Feldseite mit Sandsteinquadern verstärkt. Der spitzbogige Torbogen konnte durch ein Faltgitter und einen Torflügel verschlossen werden. Im Gewölbescheitel befindet sich eine kleine rechteckige Öffnung, durch die zur Verteidigung heißes Pech auf Feinde gegossen wurde. Über dem Erdgeschoss  befinden sich vier ursprüngliche, verputzte Geschosse, die durch hölzerne Läden verschlossen werden konnten. Die Feldseite des Turms besaß darüber hinaus einen Gusserker, die Nordseite zum Friedhof einen Aborterker. Über dem Tor ist das Relief eines inschriftlich 1453 datierten Kruzifix eingemauert. Das flache Walmdach wurde 1962 erneuert. Die heutige Nutzung des Obertores dient als Restaurant Torschänke Dudeldorf.

### Untertor
Das Untertor ist von gleicher Art, jedoch einfacher und stark verändert. Die ursprüngliche wohl spitzbogige Tordurchfahrt wurde im Zuge des Straßenbaus um 1840 verbreitert und korbbogig geschlossen. Bedingt durch die Mitbenutzung als Wohnhaus durch das 1839 südlich angebaute Haus Hauptstraße 60 wurden alle älteren Öffnungen überputzt. An die Stelle des Wohndachs trat ein flaches Satteldach. Nach einem Bombenangriff im Zweiten Weltkrieg, wurde das Untertor leicht beschädigt, konnte jedoch wieder aufgearbeitet werden. Nach der Rückgewinnung der Gemeinde 1984 wurden  alle Fenster bis auf eines in Richtung Stadt wieder verschlossen, jedoch die mittelalterlichen Baudetails freigelegt. Das Mauerwerk wurde restauriert und weiß gestrichen. Die Tordurchfahrt und das Dach blieben in dem Zustand von 1840. Das Untertor wird auch heute noch als Wohnturm genutzt.